# Bolero Salsa
Boleros Salsa es el término usado desde finales de los años sesenta para definir un subgénero de la Salsa Brava, mezclando las melodías de la salsa con la cadencia del Bolero y el Cha cha chá . Es un subgénero bien conocido por los amantes de la salsa, que claramente la pueden diferenciar de la Salsa Brava o Salsa Romántica. Todos los grandes músicos de la salsa han desarrollado temas de Boleros Salsa.

## Baile
No se baila como el Bolero tradicional, sino como una salsa lenta.

## Canciones representativas / artistas
- Dedo de guante - Miltinho (1964)
- Margie - Ray Barreto (1966)
- Un beso la vida - Orlando Contreras (1967)
- Inolvidable - Tito Rodríguez (1967)
- Sabré olvidar - The TNT Band(banda Booggaloo)(1968)
- Paño de lágrimas - Sonora Ponceña (1968)
- Sin compromiso - Tommy Olivencia (1968)
- El último acto - Tito Rodríguez (1968)
- El porcentaje y Perdóname la letra - Tito Rodríguez (1969)
- Nosotros - Sonora Ponceña (1969)
- Amigo sol - Tony Rojas (1970)
- Regresa a mí, Tú llegaste a mi vida y Estoy loco - Hermanos Lebrón (1970)
- Ausencia - Willie Colón & Héctor Lavoe (1970)
- De que presumes - Ricardo Fuentes (1970)
- Blanca - Johnny Pacheco con Pete Rodriguez (1970)
- Mi triste problema - Cheo Feliciano (1970)
- Cuando me digas que si - Richie Ray & Bobby Cruz (1970)
- Canción del alma - Toña La Negra (1971)
- Hay que vivir el momento - Chivirico Dávila (1971)
- Te equivocaste y Payaso - Raphy Leavitt y La Selecta (1971)
- Nobleza - La Sonora Ponceña (1971)
- Copas de soledad - Bobby Valentin & Marvin Santiago (1971)
- Amor ciego - Eddie Palmieri (1971)
- Amantes - Santos Colon (1971)
- Hola soledad - Rolando Laserie (1972)
- Confidencia - Ismael Miranda (1972)
- Corazón herido - Johnny Pacheco & Justo Betancourt (1972)
- Ya ni te acuerdas y Te quiero, te quiero - Richie Ray & Bobby Cruz (1972)
- Nostalgia y  Dos gardenias - Ángel Canales (1973)
- Mujer divina - Joe Cuba Sextet (1973)
- Amor por ti y Rompamos el contrato - Pellín Rodríguez (1973)
- Sálvame - Ismael Miranda (1973)
- Deseo salvaje - Eddie Palmieri /Lalo Rodríguez / Ismael Quintana (1973)
- El milagro de tu amor - Tito Rodríguez (1973)
- Mi guitarra - Orquesta Zodiac (1973)
- No pienses así - Eddie Palmieri And Friends (1973)
- Mala noche - Chivirico (1973)
- Porque ahora yTemés - Vitín Avilés (1974)
- La cama vacía y Nervios de Acero - Ismael Miranda (1974)
- Canción del alma - Toña La Negra (1974)
- Llora corazón - Nelson y sus estrellas (1974)
- Qué te vaya bien y Amar y vivir - Chivirico (1974)
- Dueña y señora - Raphy Leavitt (1974)
- Yo quiero verla esta noche - Los Melódicos (1974)
- Desengaño 1 - La Corporación Latina (1974)
- Amor de la calle - Héctor Lavoe (1975)
- Desengaño 2 - La Corporación Latina (1975)
- Si te contara - Richie Ray & Bobby Cruz (1975)
- Verdad amarga - Tommy Olivencia (1975)
- Total - Celio González Con La Sonora Matancera (1975)
- Como Novela de Amor - Tommy Olivencia (1975)
- Mi desengaño - Roberto Roena (1976)
- Evocación - Carlos Arturo (1976)
- Longina - Oscar de León (1976)
- Pronostico - Impacto Crea (1976)
- Mil congojas - Santos Colón (1976)
- Déjame demostrarte - Roberto Roena (1977)
- Tu me abandonaste - Ismael Miranda (1977)
- Me recordarás - Rubén Blades & Willie Colón (1977)
- Tuya, Y Mas Que Tuya - Celia Cruz (1978)
- Sombras nada más - Héctor Lavoe (1979)
- Alma con alma - Ray Barretto y Adalberto Santiago (1983)
- La Noche más linda - Adalberto Santiago (1989)
- Amada mía - Cheo Feliciano (1980)
- Dime - Santos Colon  (1980) **Música inspirada en Feelings de Morris Albert  (1974)
- Nosotros - La Yuca - El Quimbombo - Joe Quijano (1982)
- Penas - Bonny Cepeda (1983)
- Privilegio - Rubén Blades  (1984)
- Amor fugaz - Juan Manuel Lebron (1985)
- Idilio - Willie Colon (1993)
- Sin palabras - Grupo Niche (1993)